# Provincia fitogeográfica de las caatingas

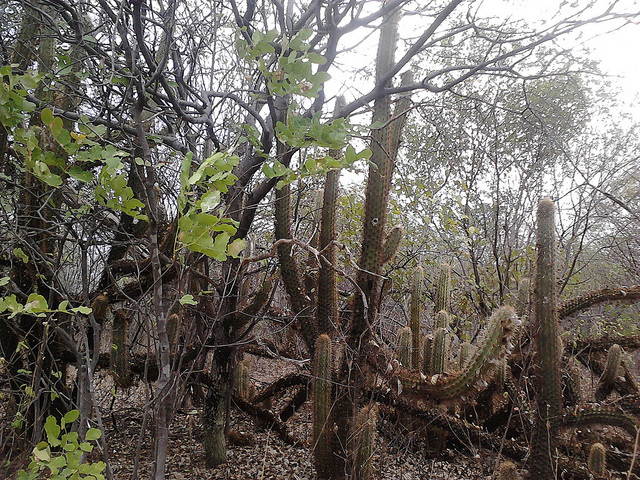
La caatinga en São João do Sabugi, Río Grande del Norte, Brasil.

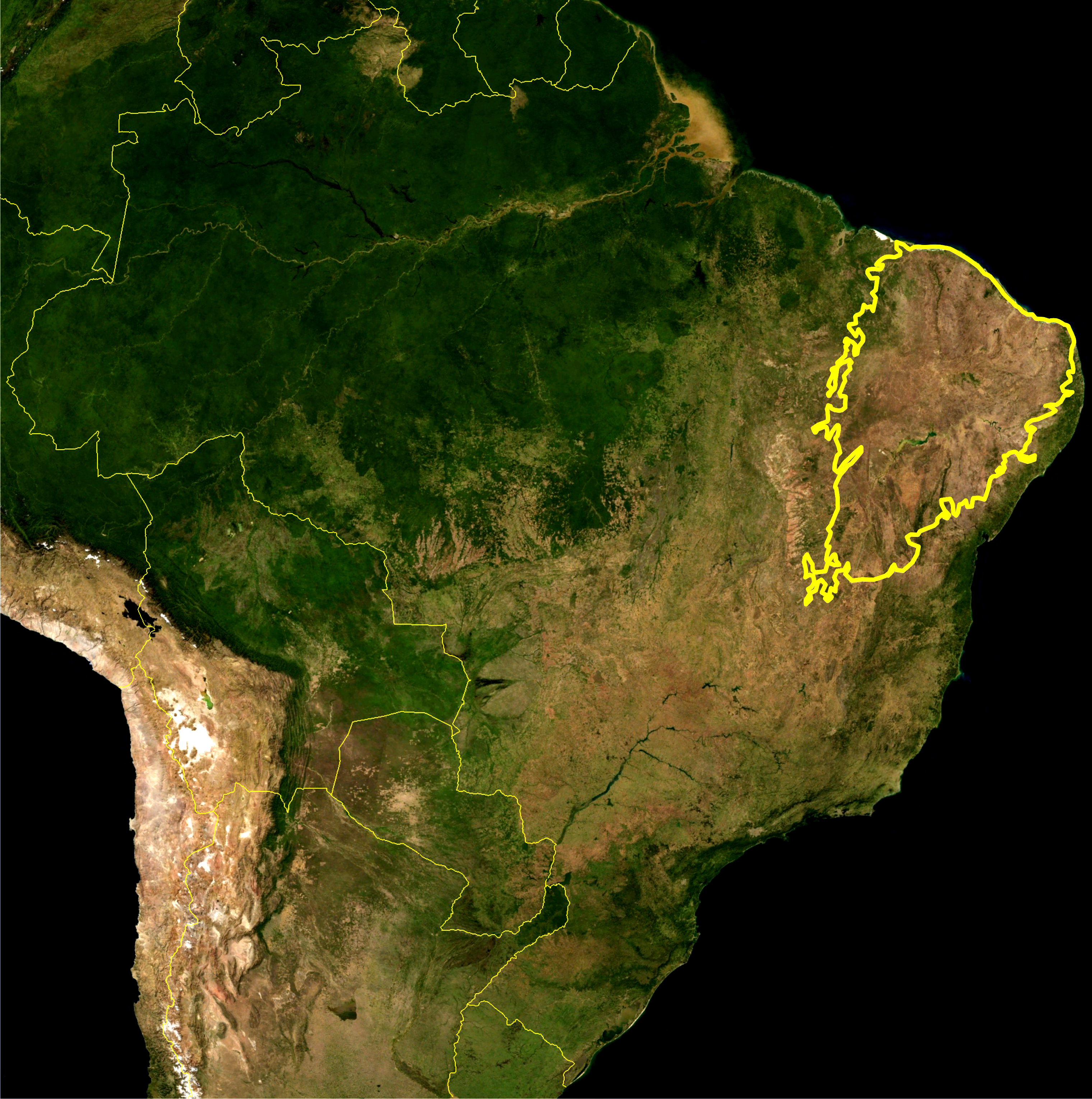
La caatinga según IBAMA.

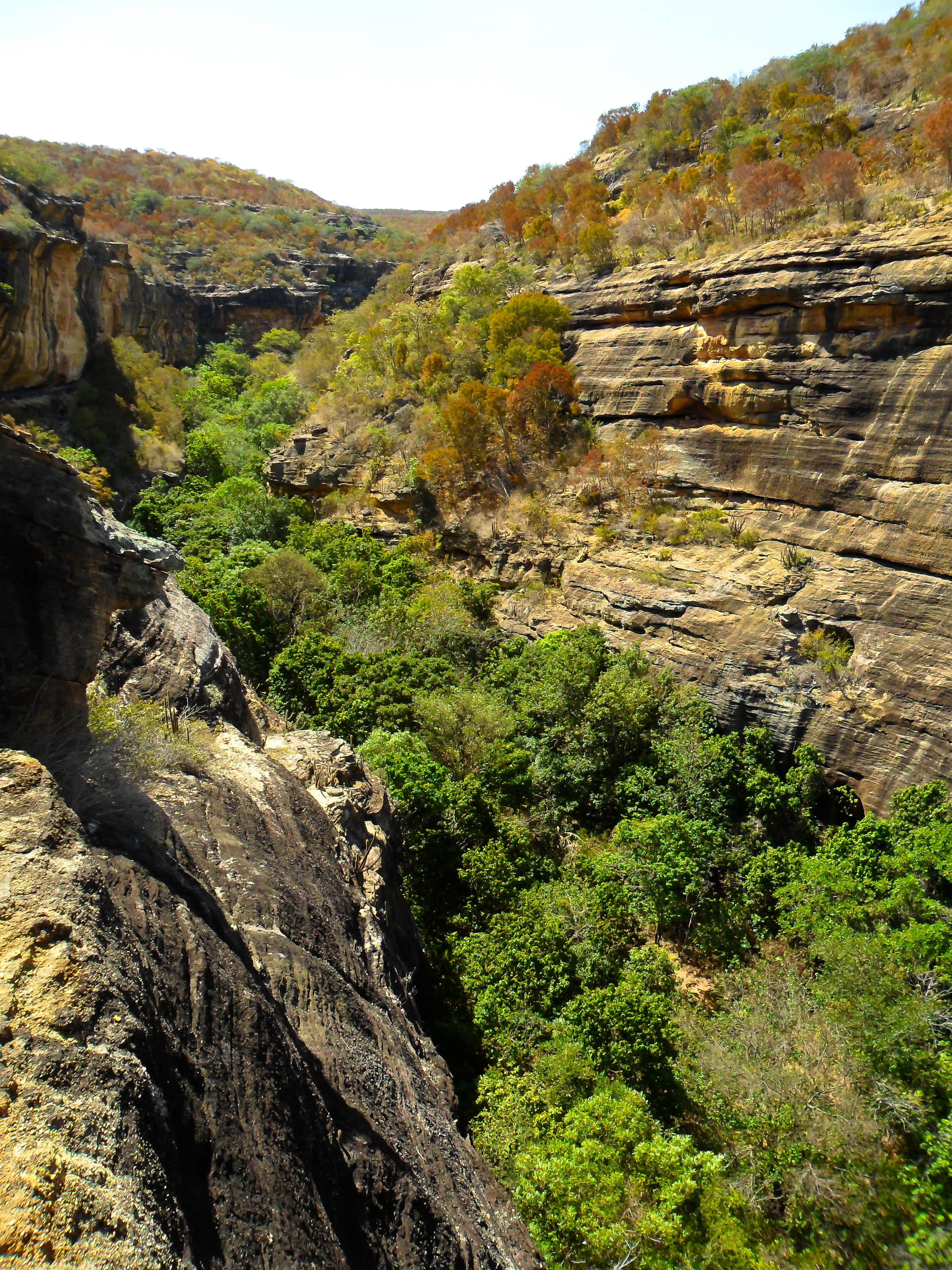
Bosques BSEN de la caatinga en el cañón Paleorio, Parque nacional de la Sierra de Capivara.

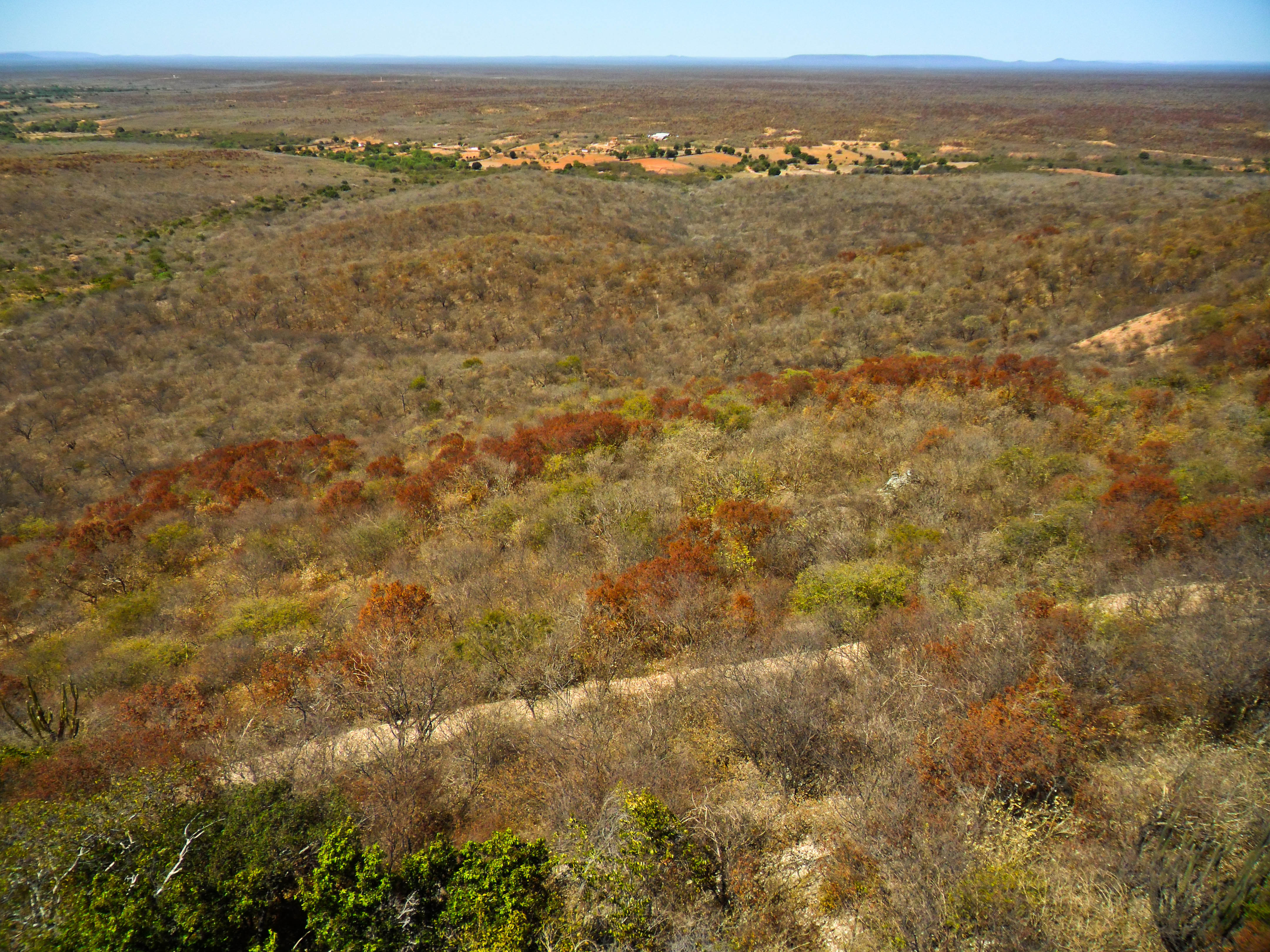
Bosques BSEN de la caatinga del Parque nacional de la Sierra de Capivara.

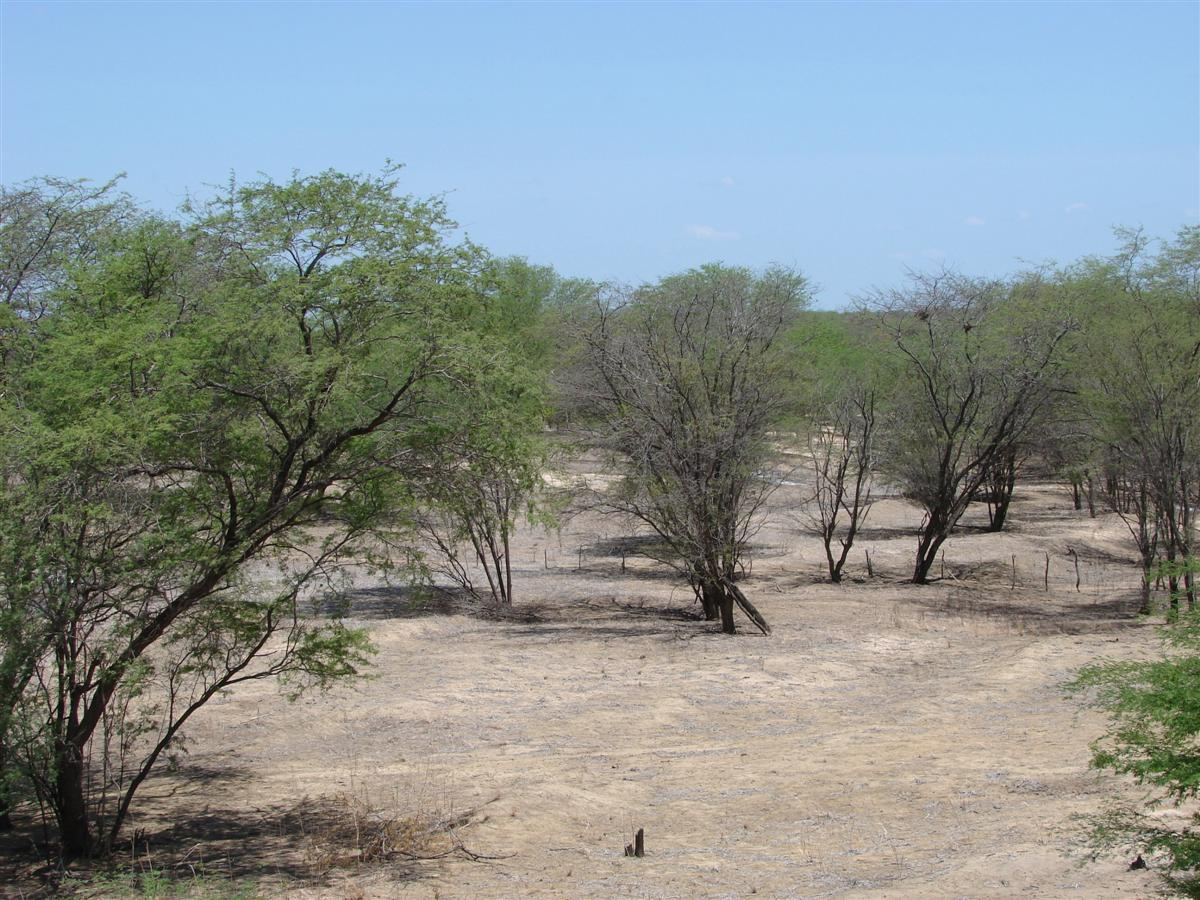
La caatinga en Rodelas, Bahía, Brasil.

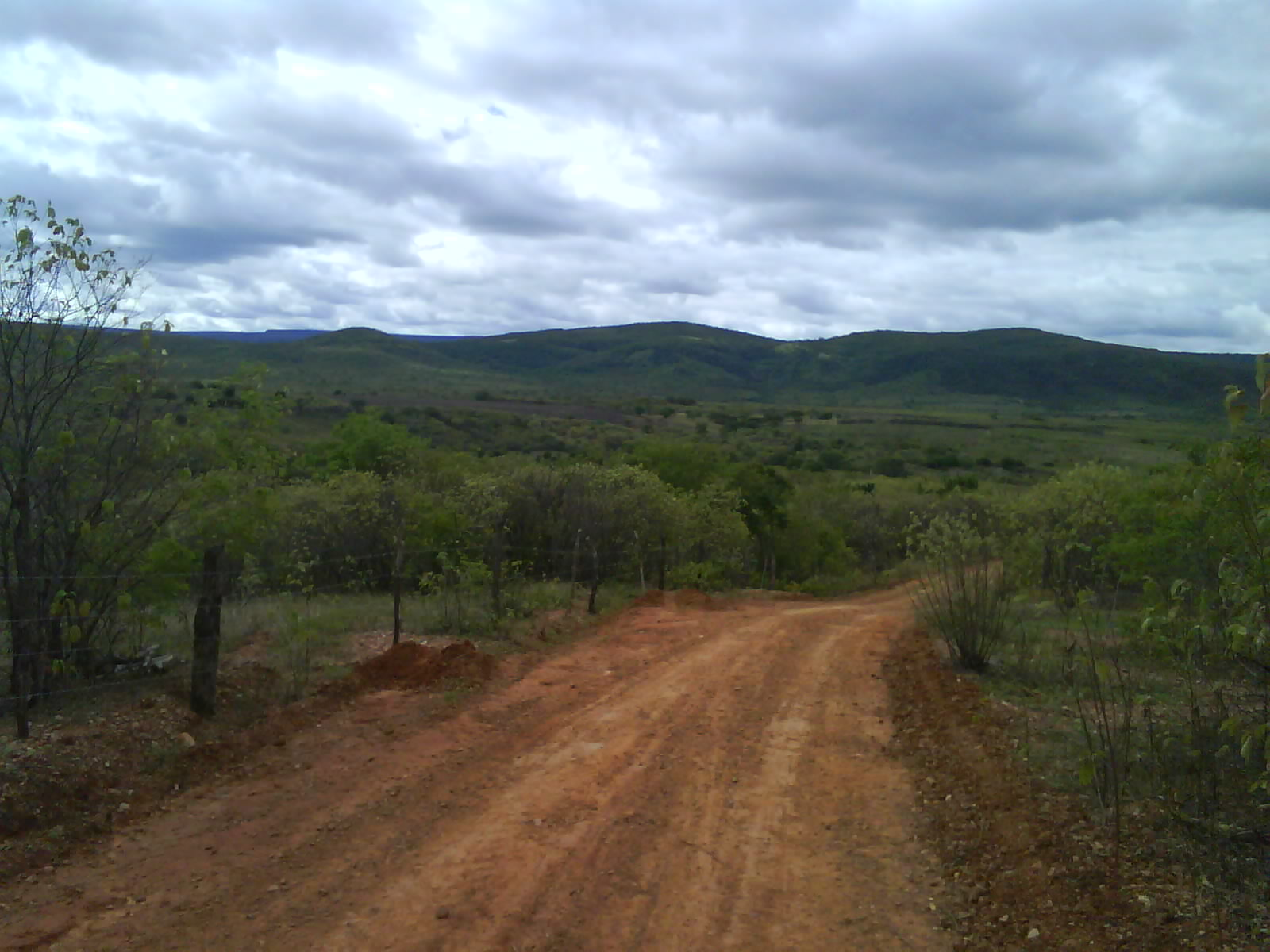
La caatinga del sertón Moreilândia, pernambucano, Brasil.

En fitogeografía, se conoce bajo el nombre de provincia fitogeográfica de las caatingas (también denominada Caatinga o núcleo Caatingas) a una unidad fitogeográfica integrante del dominio de los bosques secos estacionales neotropicales (BSEN). Reúne en ella a numerosos mosaicos, tipos o facies florísticos (es por ello que su nombre debe emplearse en plural) especialmente forestas y arbustales tropicales caducos y semicaducos —en razón de sufrir una definida estación seca—, desplegándose sobre una superficie de entre 700 mil y 1 millón de km² del nordeste del subcontinente sudamericano. Etimológicamente catinga deriva de las palabras en el idioma tupí: kaa que significa  ‘bosque’ o ‘vegetación’, y tínga que se traduce como ‘blanco’ es decir: ‘bosque blanco’ o ‘vegetación blanca’.  

## Distribución
El núcleo nororiental de los BSEN —denominándola: ‘‘núcleo Caatingas’’ en la teoría del arco pleistocénico— es el que ocupa la provincia fitogeográfica de la Caatinga semiárida nordestina, exclusiva de la región nororiental del Brasil,  en los estados de Alagoas, Bahía, Ceará, Paraíba, Pernambuco, Río Grande del Norte, Piauí y Sergipe, junto a porciones separadas en Minas Gerais en el valle de los ríos San Francisco y del Jequitinhonha (enclave en el valle seco de su cuenca central).

## Características del medio
Geomorfología y suelos
Se desarrolla sobre una planicie erosiva interplanáltica en donde proliferan afloramientos rocosos y suelos con particulado grueso a muy grueso. En otros sectores son más profundos y fértiles, sin las graves limitaciones de aluminio que afectan a la cuenca del Amazonas y al cerrado.
Clima
El clima es tropical semiárido a árido, nunca helador. Las precipitaciones acumulan desde un mínimo de 250 mm en Patos (Paraíba) hasta un máximo de 1000 mm.
Las lluvias se presentan durante la temporada húmeda, la que dura de 3 a 5 meses, seguida por la estación seca que dura de 7 a 9 meses (aproximadamente de mayo a noviembre) lo que trae aparejado la pérdida total de las hojas. Las precipitaciones son muy irregulares, dando lugar a prolongadas sequías que concluyen en inundaciones catastróficas. La temperatura es isotérmica, con promedios de entre 25 a 29 °C. La temperatura mínima absoluta de toda la región (ocurrida en las cimas de las más altas sierras con caatinga) alcanzó los 4 °C.

## Características de la vegetación
Las características principales de la vegetación de las Caatingas son:
- La pérdida total de las hojas durante la estación seca;
- Adaptaciones para evitar la pérdida de humedad (suculencia, hojas pequeñas y duras, espinas, etc.);
- Árboles con apariencia arbustiva en razón de una intensa ramificación desde la base.

### Subdivisiones
La vegetación se expresa mediante distintas facies, las que van desde comunidades de Bromeliaceae y Cactaceae sobre los afloramientos rocosos hasta la llamada “caatinga arbórea”, compuesta por altos bosques semicaducos.
De una manera amplia, la caatinga puede ser dividida en dos tipos principales: 
El Sertón ("Sertão")es la caatinga más xérica, ubicada en las áreas interiores.
El "Agreste"es la caatinga más húmeda, ubicada en las áreas costeras.
De una manera más detallada, también fue subdividida en 8 tipos:
- 1. ‘‘El bosque de caatinga’’, o bosque latifoliado caducifolio tropical xerófilo. Se trata de una foresta baja (de 8 a 10 metros de alta) con dosel cerrado de más del 60 %. Crece sobre suelos profundos y donde hay una mayor humedad.

- 2. ‘‘La caatinga arborescente’’, la que presenta un dosel más abierto que el anterior (el que cubre entre un 10 y un 60 %) y un subdosel arbustivo.

- 3. ‘‘Caatinga cerrada arborescente – arbustiva’’, o bosque bajo y abierto latifoliado caducifolio xerófilo tropical con matorral cerrado, (localmente denominado "Carrasco"). Aquí los árboles cubren entre un 10 y un 60 %. Esta es la forma más común en que se presenta la Caatinga en donde no ha sido perturbada.

- 4. ‘‘Caatinga abierta arborescente – arbustiva’’. Aquí toda la vegetación los árboles, arbustos, cactáceas, bromelias, cubren entre un 10 y un 60 %.

- 5. ‘‘Caatinga arbustiva cerrada’’, o matorral tropical cerrado latifoliado caducifolio xerófilo o semicaducifolio.

- 6. ‘‘Caatinga arbustiva abierta’’, o matorral tropical xerófilo abierto. Puede estar integrado por cactus y bromelias, por matorral latifoliado caducifolio, o por una mezcla de ambos. La cobertura del suelo varía entre un 10 a un 60 %. Se presenta habitualmente en toda la región, allí donde ocurren afloramientos rocosos o el suelo es muy poco profundo.

- 7. ‘‘Caatinga sabanera’’ o sabana tropical con pastizales cortos xerófilos con matorrales latifoliados caducifolios (formación denominada localmente "Seridó").

- 8. ‘‘Caatinga sabanera rupícola’’ o matorral tropical xerófilo esparcido, en el cual los matorrales sumados a las gramíneas logran en conjunto un porcentaje de cobertura menor al 10 %. Esta formación se produce en afloramientos masivos de roca, en donde las plantas sólo puede crecer en las grietas y huecos.

Especies características
Entre las especies arbóreas características de las Caatingas se encuentran:  Amburana cearensis, Myracrodruon urundeuva, Auxemma oncocalyx, A. glazioviana, Caesalpinia microphylla, C. bracteosa, C. ferrea, C. macrophylla, Cavanillesia arborea, Cereus jamacaru, Fraunhofera multiflora, Licania rigida, Mimosa tenuiflora, M. caesalpinifolia, Patagonula bahiana, Pereskia aureiflora, Schinopsis brasiliensis, Ziziphus joazeiro, Astronium balansae = Astronium fraxinifolium, los ipés negro (Handroanthus impetiginosus) y amarillo (Tabebuia aurea), Pilocarpus jaborandii, etc. Destacan como especies frutales: Tallisia esculenta, Lecythis pisonii, Manilkara rufa, los umbú (Spondias mombin y S. tuberosa), el mangaba (Hancornia speciosa), etc.
Muchas de las especies de palmeras de las Caatingas son la base de la economía de decenas de millones de habitantes de menos recursos. Las más importantes son la babasú (Attalea speciosa = Orbignya phalerata),  la carnaúba (Copernicia prunifera), la tucum (Astrocaryum aculeatissimum), la macaúba (Acrocomia aculeata) y numerosas especies de Attalea, Scheelea y Syagrus.
Endemismo
Las caatingas poseen un alto porcentaje de endemismos florísticos: 12 géneros y 183 especies.
Entre los géneros endémicos, entre otros, se encuentran:
- Anacardiaceae: Apterokarpos
- Boraginaceae: Auxemma
- Bromeliaceae: Neoglaziovia
- Celastraceae: Fraunhofera
- Fabaceae: Cranocarpus, Moldenhawera.

Entre las especies endémicas se encuentran: Cavanillesia arborea, Bursera leptophloeos, Ceiba glaziovii, Aeschynomene monteroi, Mimosa caesalpinifolia, M. tenuiflora, Pilosocereus gounellei, P. squamosus (= Facheiroa squamosa), Cereus jamacaru, Patagonula bahiana, Calliandra depauperata, etc. 
Afinidades y linajes
Su flora es predominantemente leñosa con áreas de bosques bajos y de arbustales, integrados por especies caducifolias, espinosas y con caracteres xeromórficos, siendo muy escasas las especies perennifolias. Florísticamente entre sus integrantes abundan especies de familias con buena adaptación al calor y la falta de humedad, como las Cactaceae, Bromeliaceae, Fabaceae, Euphorbiaceae, Erythroxylaceae, etc.
Anteriormente se la relacionaba tanto con el dominio chaqueño como con el amazónico. 
Gracias a “islas” boscosas caducifolias que crecen sobre afloramientos calcáreos las caatingas se conectan de algún modo con los núcleos BSEN australes. a través de las sabanas de la provincia fitogeográfica del cerrado, la cual no pertenece al dominio de los BSEN (es amazónica).
Con los BSEN comparte especies y géneros Peltophorum dubium, Astronium, etc. Con el dominio chaqueño Aspidosperma, Schinopsis, Capparis, Mimosa, Copernicia, Ziziphus, Jatropha, etc.
Conexiones
Este núcleo se conecta con el “núcleo Misiones” (del que lo separa la región sabanítica del cerrado, con muy ácidos suelos ferralíticos con niveles tóxicos de aluminio), mediante pequeños enclaves, distantes entre sí a la manera de “islas”, representadas por pequeños morros rocosos compuestos por afloramientos calcáreos, de pH neutro a alcalino, y cubiertos por bosques del tipo BSEN entre un mar de vegetación no relacionada.

## Conservación
Algunos árboles característicos de las caatingas
Este ecosistema ha sido particularmente descuidado en las políticas conservacionistas, tanto gubernamentales como privadas. 
La mayoría de sus especies se ve afectada por recolección excesiva de sus frutas o el sobrepastoreo del ganado caprino y vacuno. 
Los árboles con maderas de calidad son talados indiscriminadamente, tanto para ser empleados en la industria maderera como para ser destinados a leña o carbón vegetal, lo que va diesmando la vegetación leñosa primitiva degradándose la matriz forestal en su conjunto. 
Un delicado escenario provocado por la conjunción de una serie de factores adversos: desertificación, salinización progresiva de los suelos (debido a la acumulación por irrigación con aguas algo salobres), la sequía endémica, un crónico mal aprovechamiento de los recursos naturales y una población de más de 60 millones de personas con elevados porcentajes de pobreza, lleva a la región hacia una posible situación de catástrofe ambiental, repitiendo lo ocurrió en otras zonas ecológicamente similares y con problemáticas parecidas, como el Sahel y el Sahara, en el norte de África.
Es fundamental que de manera urgente la importancia fitogeográfica, biológica y ambiental de las caatingas sea valorizada, logrando de este modo que muestras importantes de sus remanentes sean preservadas antes de que desaparezcan. 